# Börn
Börn è un film del 2006 diretto da Ragnar Bragason.